# Rondella (gioco)
La rondella (termine derivato dall'inglese rondel, lett. "di forma circolare") è nelle meccaniche dei giochi da tavolo una piccola ruota divisa in più spicchi in cui sono raccolte le azioni di gioco che possono essere intraprese.
Nei giochi che prevedono la rondella l'ultima azione compiuta da un giocatore è marcata da un segnalino e la scelta tra le opzioni da adottare senza incorrere in penalità è limitata ad un ridotto numero di azioni poiché ogni giocatore può muovere il proprio segnalino in senso orario negli spicchi di pochi passi, oltre i quali bisogna spendere risorse o addirittura è proibito avanzare: in questo modo si scoraggiano azioni ripetitive e si favorisce un gioco più dinamico e strategico improntato alla riflessione.
La rondella e le meccaniche ad essa collegate sono state introdotte per la prima volta dall'autore di giochi Mac Gerdts.